# Chapelle du domaine de Lachar
Chapelle du domaine de Láchar est une huile sur toile peinte en janvier 1917 par le peintre valencien Joaquìn Sorolla. Elle mesure 64,5 x 95,5 cm et appartient au Musée Sorolla de Madrid. Elle a été réalisée lors d'une chasse royale à laquelle a assisté Sorolla à Láchar (Grenade).

## Contexte
La toile est réalisée durant le dernier séjour de Joaquim Sorolla dans la région de Grenade où il était prévu qu'il fasse un portrait d'Alphonse XIII en chasseur. Il voyagea en train depuis Madrid vers Láchar, au côté du roi et de ses accompagnateurs pour la chasse mais à la différence d'eux, il n'allait pas chasser mais commencer à travailler à ce portrait. Ils furent logés au château de Láchar, bâti par le duc de San Pedro de Galatino au milieu de la décennie 1880, peut-être sur les restes d'un autre château médiéval islamique. Sa femme étant absente du voyage, Joaquim Sorolla consacra une partie de son temps à faire une chronique quotidienne où son désintérêt pour la chasse est clair. 
Durant cette période, l'amitié entre le peintre avec le roi Alphonse XIII s'est resserrée et à cause du mauvais temps, il passa du temps à faire des croquis du monarque et de la localité de Láchar. Il écrivit à propos du roi et ses accompagnateurs : « Traité maintenant avec intériorité est encore mieux, c'est un homme incomparable, aimant et prudentissime, et tous ceux qui viennent avec nous, ou avec qui je vais, ont beaucoup de génie. ». Le tableau La Chapelle du domaine de Láchar est le fruit de ces jours. Le portrait du monarque ne fut pas réalisé : « Je crois qu'on pourra faire un beau portrait, mais dans le [palais du] Pardo, puisque la campagne de Lachar est insipide et monotone. ».

## Description
À la gauche se trouve un arc outrepassé, ensuite, dans le presbytère et sous la courtine d'autel en blanc, le setial préparé pour le roi Alphonse XIII. Le rideau et le prie-Dieu sont recouverts de velours rouge. À droite se trouve l'autel, ébauché.